# Courtauly
Courtauly – miejscowość i gmina we Francji, w regionie Oksytania, w departamencie Aude.
Według danych na rok 1990 gminę zamieszkiwały 64 osoby, a gęstość zaludnienia wynosiła 8 osób/km² (wśród 1545 gmin Langwedocji-Roussillon Courtauly plasuje się na 837. miejscu pod względem liczby ludności, natomiast pod względem powierzchni na miejscu 859.).